# Станимир Илчев
Станимир Янков Илчев е български политик, член на НДСВ, народен представител в XXXIX и XL Народно събрание. Бивш евродепутат от листата на НДСВ в периода 2005 – 2007 година и в периода 2009 – 2014 година. Негова съпруга е журналистката Светла Петрова.

## Биография
Станимир Илчев е роден на 31 юли 1953 година в град Бургас, България. Завършва Факултета по журналистика в СУ „Св. Климент Охридски“. През 1979 година става редактор в БНТ. От 1981 година последователно работи в редакциите на списанията „Криле“ и „Младеж“, в. „Факс“ и издателска къща „Младеж“. От 1994 година до изборите през 2001 година е директор на отдела за връзки с обществеността на Американския университет в Благоевград.
Станимир Илчев е народен представител в XXXIX и XL народно събрание. Председател на българската делегация в Парламентарната асамблея на НАТО (2001 – 2005). Депутат в Европейския парламент (26 август 2005 – 5 юни 2007). От лятото на 2009 г. до юни 2014 отново е български народен представител в Европейския парламент от квотата на НДСВ, след като Меглена Кунева решава да остане на поста еврокомисар и отстъпва мястото си на следващия в листата на НДСВ за изборите за Европарламент.